# Poephila acuticauda
Il diamante codalunga (Poephila acuticauda Gould, 1840) è un uccello passeriforme della famiglia degli Estrildidi.

## Tassonomia

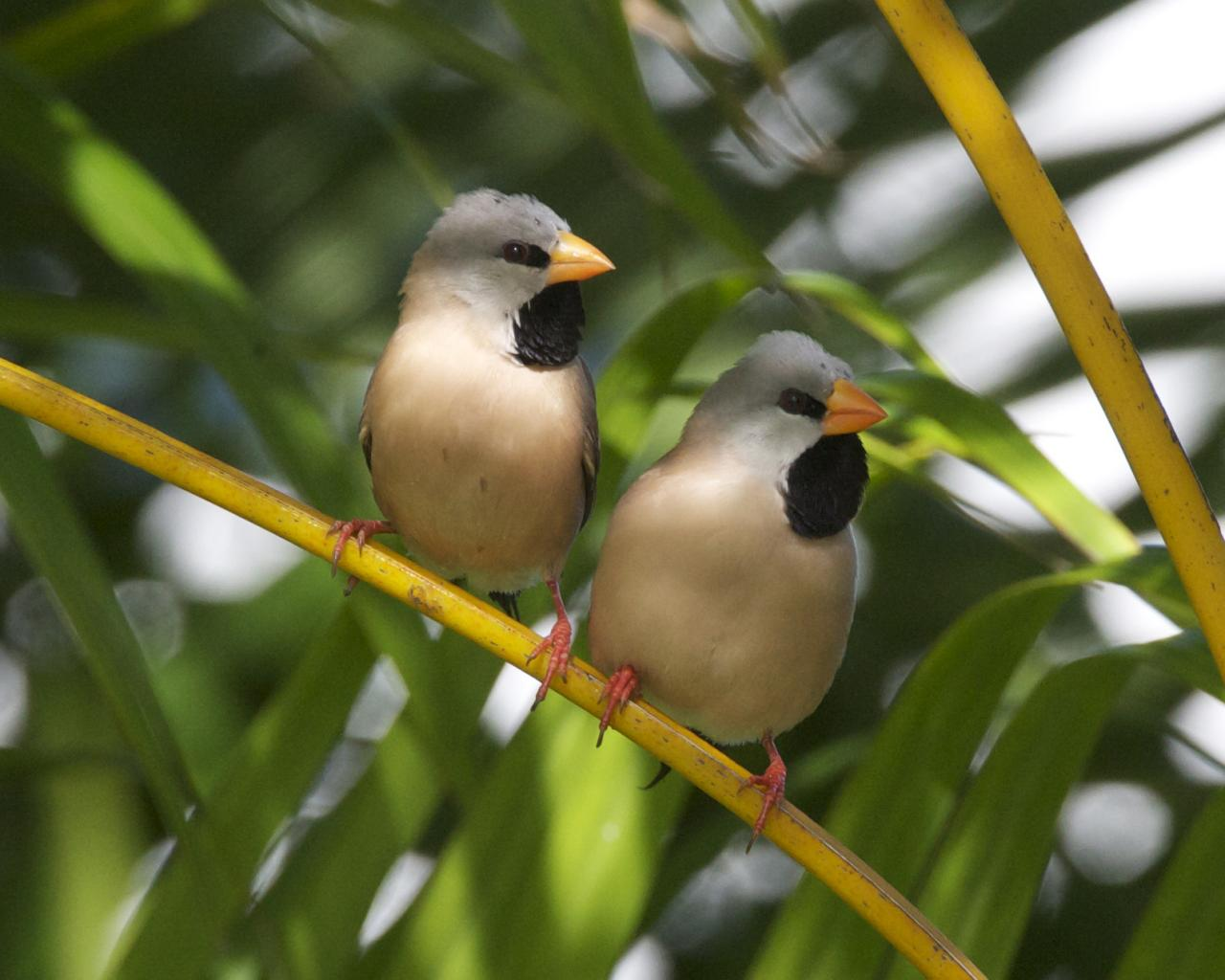
Coppia di diamanti codalunga della sottospecie nominale: notare il becco giallo.

Questo uccello venne descritto per la prima volta nel 1840 da John Gould, che osservando degli esemplari fornitigli da Benjamin Bynoe (medico di bordo del Beagle) scelse il nome scientifico di Amadina acuticauda: in seguito, il diamante codalunga è stato riclassificato nel genere Poephila, che condivide con altre due specie (il diamante bavetta ed il diamante mascherato) nell'ambito della sottofamiglia austronesiana delle Lonchurinae. Il diamante codalunga sembrerebbe aver cominciato a divergere dal congenere e simile diamante bavetta circa 600.000 anni fa.
Vengono generalmente riconosciute due sottospecie di diamante codalunga, le quali si differenziano fra loro principalmente in base alla colorazione del becco:
- Poephila acuticauda acuticauda, dal becco giallo;
- Poephila acuticauda hecki, dal becco rosso;

Le due sottospecie hanno cominciato a divergere fra loro circa 340.000 anni fa, trovandosi separate all'altezza della terra di Arnhem.

## Distribuzione edhabitat
Il diamante codalunga è endemico dell'Australia, dove abita la fascia costiera settentrionale occupando un areale che si estende grossomodo dalla città di Broome ad ovest fino alla base della penisola di Capo York.
L'habitat di questo uccello è rappresentato dalle zone a clima secco con vaste aree di savana o prateria e presenza sporadica di cespugli od alberi (in particolare Pandanus spiralis, fra le foglie del quale la specie è solita nidificare): molto importante è anche la presenza di fonti d'acqua dolce nelle vicinanze.

## Descrizione

### Dimensioni
Questo uccello misura circa 15–17 cm, coda compresa.

### Aspetto

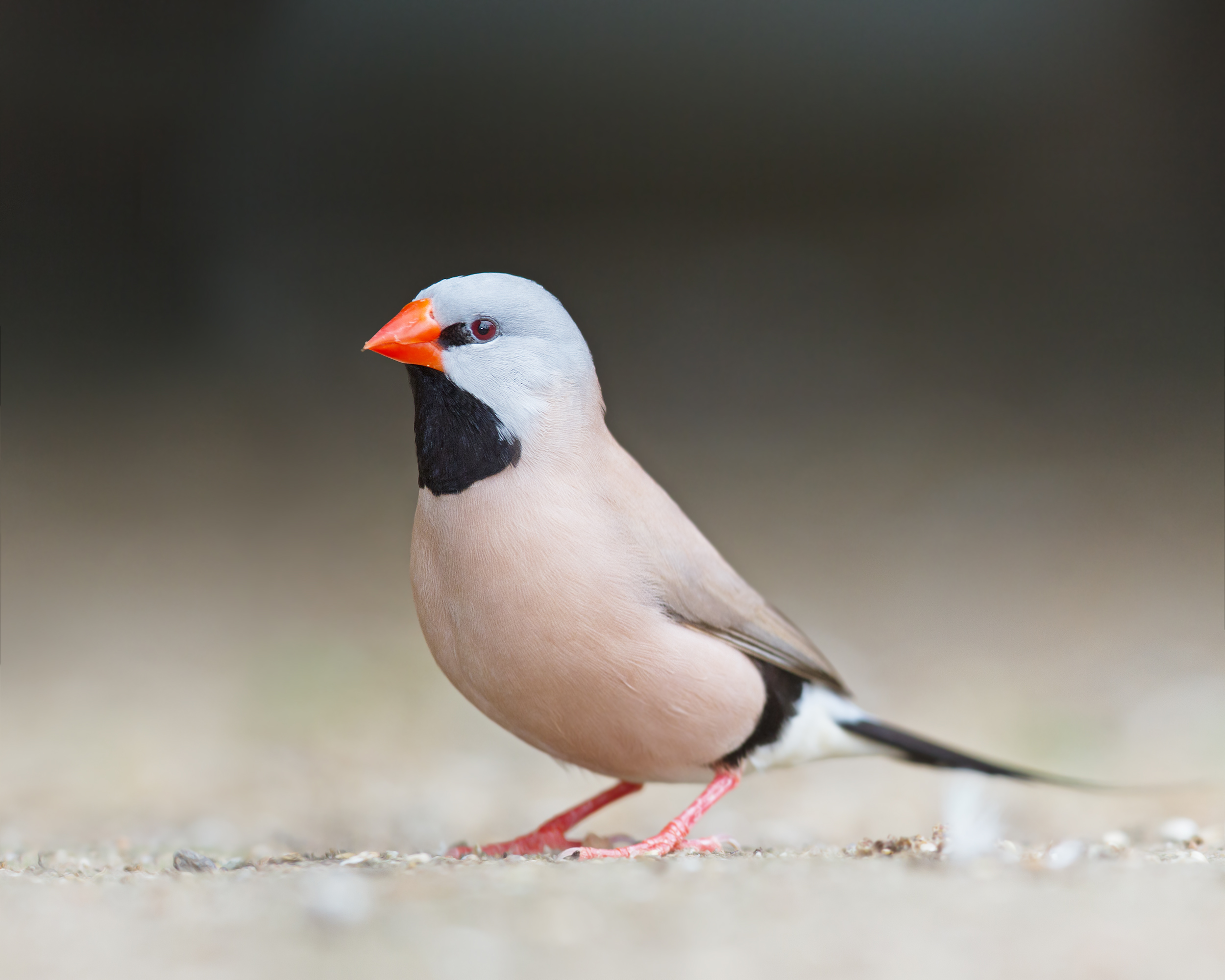
Un diamante codalunga al suolo lascia osservare la caratteristica "bavetta".

Il corpo è di un beige-grigio caldo e uniforme che ricorda molto il colore delle tortore dal collare, con tendenza a scurirsi su dorso ed ali e ad assumere tonalità rosate sul ventre. Il sottocoda ed il codione sono bianchi, mentre la coda vera e propria è di colore nero e munita di penne centrali allungate, che danno il nome comune alla specie. Nere sono anche due bande che percorrono verticalmente i fianchi, una mascherina che dal becco raggiunge gli occhi e la caratteristica "bavetta" sulla gola. La testa è di colore grigio con tendenza a schiarirsi su guance e orecchie, le zampe sono di colore carnicino rossastro, il becco è conico e di colore giallo nella sottospecie nominale e di colore rosso-arancio nella sottospecie hecki.
I due sessi sono simili, con le femmine che possono avere colori più sbiaditi e minore estensione della bavetta, oltre che coda ed ali più corte a parità d'età: tuttavia, queste differenze non sono sempre così marcate ed anzi gli stessi maschi di diamante codalunga non sono in grado di determinare il sesso di altri esemplari a loro estranei se questi non emettono alcun suono, in quanto il canto di questi uccelli è differente nei due sessi.

## Biologia
Il diamante codalunga è un uccello molto socievole, che vive in gruppi comprendenti parecchie decine d'individui, che tendono a compiere assieme le azioni di ricerca del cibo al suolo e dell'avvicinamento alle fonti d'acqua, in modo tale da confondere eventuali predatori. Sebbene la maggior parte del giorno venga passata al suolo o fra gli steli d'erba, le colonie passano la notte nei propri nidi, costruiti sugli alberi.
I maschi tendono ad approcciare i conspecifici estranei con parate di corteggiamento, alle quali gli individui approcciati, se di sesso maschile, rispondono emettendo il proprio richiamo. Capita che alcuni maschi non rispondano ai richiami, forse per evitare zuffe ed aumentare le possibilità di essere accettati nella colonia e quindi la percentuale di sopravvivenza e di riproduzione.

### Alimentazione
Si tratta di uccelli principalmente granivori, che si nutrono di semi e granaglie di piccole dimensioni che frantumano grazie al becco relativamente robusto. Tuttavia, essi non disdegnano di integrare la propria dieta con germogli, semi, bacche e, specialmente durante il periodo riproduttivo, anche con piccoli insetti e larve.

### Riproduzione
Il periodo riproduttivo non è ben definito in quanto coincide con le piogge, che in Australia non hanno una stagionalità precisa: le coppie possono perciò portare a termine due o tre covate in anni particolarmente piovose, così come possono non riprodursi affatto in annate secche.
Il corteggiamento viene effettuato dal maschio effettuando veloci scatti della testa, tenendo il corpo in postura eretta e cantando, azione questa alla quale segue un tentativo di accoppiamento. Una volta formatesi, le coppie rimangono saldamente insieme per la vita.

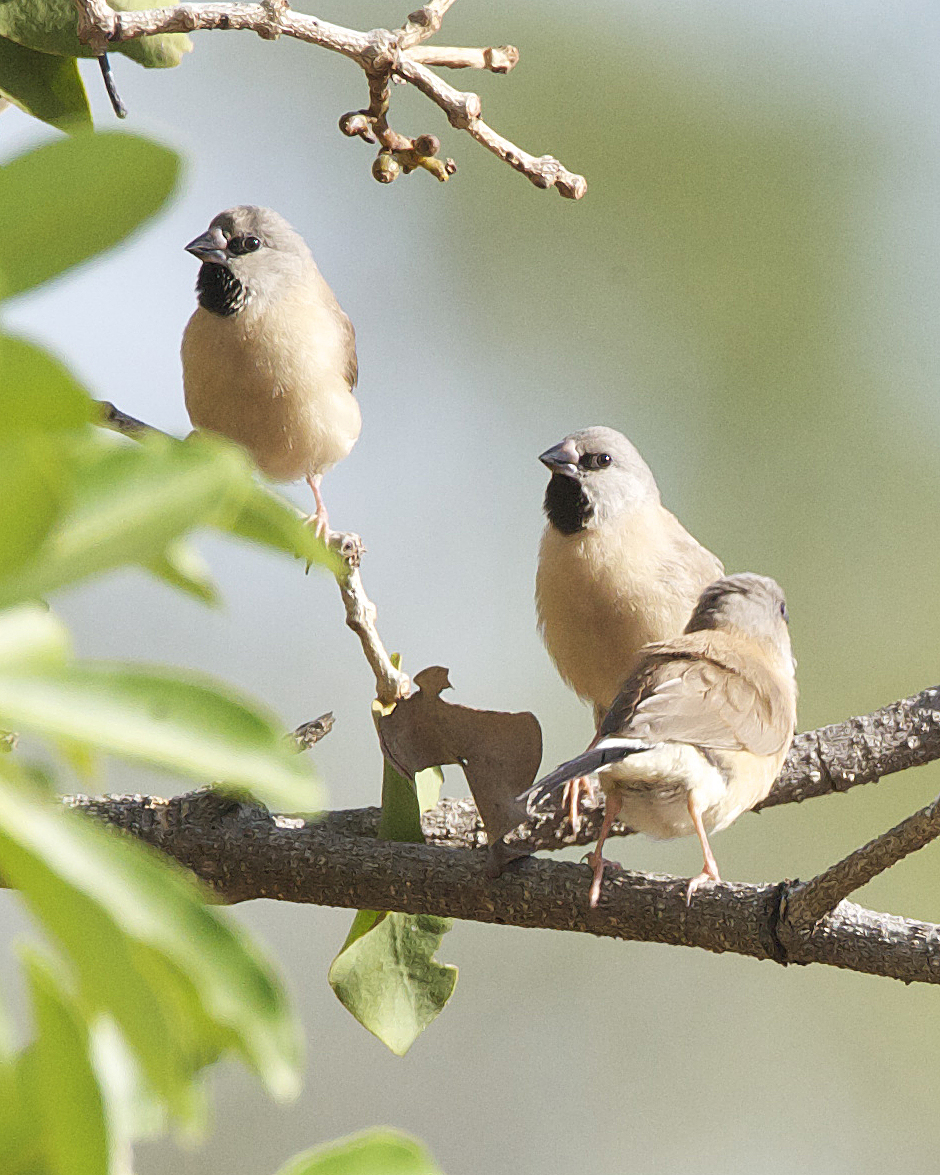
Tre giovani diamanti codalunga: notare il becco ancora nero.

Il nido viene deposto in luoghi sopraelevati ed appartati, come il folto della vegetazione o delle cavità naturali: esso è costituito da materiale allungato (steli d'erba, radici, rametti, pelo) il cui reperimento è a cura quasi esclusiva del maschio e che viene intrecciato da ambedue i sessi a formare una struttura sferica di circa 15 cm di diametro, con un tunnel d'entrata di circa 10 cm di lunghezza.
All'interno del nido vengono deposte da tre ad otto uova (in media 5) lunghe circa 17 mm e larghe 12, che ambedue i sessi covano alternatamente per un periodo che varia fra i 13 ed i 17 giorni. I pulli sono ciechi ed implumi, e vengono nutriti e accuditi da entrambi i genitori: essi aprono gli occhi attorno ai 10 giorni dalla schiusa, a 12 giorni di vita il loro becco (inizialmente biancastro) assume il colore tipico della sottospecie, a tre settimane il piumaggio è completamente cresciuto (anche se la livrea adulta viene assunta non prima del terzo mese di vita) e attorno a questa età i giovani sono pronti per l'involo. In questi uccelli l'aggressività dei genitori che si accingono ad effettuare una nuova covata verso i giovani delle covate precedenti non è accentuata come in altre specie, tanto che sarebbero stati osservati alcuni giovani aiutare i propri genitori nell'alimentazione della covata successiva (riproduzione cooperativa), caso unico fra gli Estrildidi australiani.
La speranza di vita di questo uccello in natura non va oltre i 3-4 anni, mentre in cattività si dimostra un uccellino piuttosto longevo, potendo vivere anche fino ad oltre 10 anni.